# Uloborus plumosus
Uloborus plumosus là một loài nhện trong họ Uloboridae.
Loài này thuộc chi Uloborus. Uloborus plumosus được Joachim Schmidt miêu tả năm 1956.